# Колін Реслер
Колін Реслер (норв. Colin Rösler, нар. 22 квітня 2000, Берлін, Німеччина) — норвезький футболіст, центральний захисник шведського клубу «Мальме» та збірної Норвегії.

## Клубна кар'єра
Колін Реслер народився у Берліні, де на той момент його батько — Уве Реслер грав за місцевий футбольний клуб «Теніс Боруссія». Пізніше, коли його батько переїхав грати до Англії, Колін почав займатися футболом в академії англійського клубу «Саутгемптон». Також разом з батьком Колін переїхав до Норвегії, де Уве тренував клуб «Вікінг», а Колін продовжив навчання в школі клубу зі Ставангера.
У 2010 році вже самостійно Колін знову повернувся до Англії, де приєднався до молодіжної команди клубу «Манчестер Сіті», в якій провів майже 10 років. Влітку 2019 року Колін Реслер підписав свій перший професійний контракт з клубом нідерландської Ерстедивізі «НАК Бреда». 1 січня 2022 року Реслер перейшов до норвезького «Ліллестрема».

## Збірна
У 2015 році Колін Реслер починав свої виступи на міжнародному рівні у складі юнацької збірної Англії. Але надалі, маючи норвезьке коріння по лінії матері, Колін обрав збірну Норвегії, де з 2020 року є гравцем молодіжної збірної Норвегії.

## Особисте життя
Колін Реслер народився у інтернаціональній родині. Його мати норвежка. Батько — колишній німецький футболіст Уве Реслер, відомий своїми виступами за «Манчестер Сіті» та ряд німецьких клубів.

## Титули і досягнення
- Чемпіон Швеції (1):

«Мальме»: 2024